# Bełosław (gmina)
Bełosław (bułg. Община Белослав) – gmina w północno-wschodniej Bułgarii, w obwodzie Warna.

## Miejscowości
Miejscowości wchodzące w skład gminy Bełosław:
- Bełosław (bułg.: Белослав) − siedziba gminy,
- Ezerowo (bułg.: Езерово),
- Razdełna (bułg.: Разделна),
- Straszimirowo (bułg.: Страшимирово),